# Mai Am
Nguyễn Phúc Trinh Thận (chữ Hán: 阮福貞慎; 12 tháng 9 năm 1826 - 3 tháng 1 năm 1904), biểu tự Thúc Khanh (叔卿), biệt hiệu Diệu Liên (妙蓮), lại có hiệu Mai Am (梅庵), là một công chúa nhà Nguyễn và được biết đến như nữ danh sĩ Việt Nam cuối thế kỷ 19 đầu thế kỷ 20.
Tác phẩm chính của bà tập thơ Diệu Liên thi tập (妙蓮詩輯), đã từng được nhiều danh sĩ ngơi ca, ngoài ra còn một số bài ca được người dân Huế truyền tụng. Bà cùng Nguyệt Đình và Huệ Phố được liệt vào Nguyễn triều Tam Khanh (阮朝三卿) lừng danh trong văn đàn Việt Nam.

## Tiểu sử
Hầu hết các tài liệu trước đây đều không biết được năm sinh năm mất của Mai Am nữ sĩ. Đến những năm 1990, khi nghiên cứu Diệu Liên thi tập, đối chiếu với tấm bia Tiên mẫu Thục Tân Nguyễn Khắc thị thần đạo biểu do Tùng Thiện Vương soạn và cuốn Hoàng tử Công chúa sách, các nhà nghiên cứu Viện Hán Nôm mới biết được ngày sinh mất của nữ sĩ Mai Am.
Hoàng nữ Nguyễn Phúc Trinh Thận sinh giờ Hợi ngày 11 tháng 8 năm Bính Tuất (tức 12 tháng 9 năm 1826), là con gái thứ 25 của Nguyễn Thánh Tổ Minh Mạng với bà Thục Tần Nguyễn Thị Bửu (阮氏宝). Bà là em cùng mẹ với Tùng Thiện Vương Miên Thẩm cùng các công chúa Nguyệt Đình và Huệ Phố.
Lúc nhỏ, bà sống với mẹ và ba chị em gái ở Đoan Chính viện (端政院) trong Tử Cấm Thành, sau lại dời về Sở Tiêu Viên thuộc khu dinh thự của Tùng Thiện Vương. Vì đây là khu vực thơ văn của Tùng Thiện Vương và cũng là nơi Tùng Thiện thi xã thường xuyên họp bạn thơ văn nên Mai Am đã được tiếp xúc thi thơ từ rất sớm. Tới tuổi đi học, với thân phận là con cháu hoàng tộc nên bà và chị em không được học ở trường ngoài mà được cho học trong Tôn Học đường (尊學堂) do anh ruột Tùng Thiện Vương phụ trách. Ba công chúa được sự dạy dỗ của anh nên sớm bộc lộ tài năng về thơ phú. Nguyệt Đình, Mai Am, Huệ Phố được gọi là Tam Khanh (三卿), theo ba tên tự của ba người lần lượt Trọng Khanh, Thúc Khanh và Quý Khanh. Cả ba sau này trở nên nổi tiếng lừng lẫy về tài văn chương trong giới nữ lưu ở đất kinh thành. Trong ba người, Mai Am được coi là người tài năng và nổi tiếng nhất. Bà đã sáng lập ra Thỉnh Nguyệt Đình, là nơi bà chủ trì các đêm thơ, có sự tham gia của nhiều danh sĩ đất kinh kỳ.
Năm 1850, bà kết hôn với hiệu úy Thân Trọng Di (申仲怡), cháu nội quan đại thần Thân Văn Quyền, gốc ở làng Nguyệt Biều (ngoại thành Huế). Cuộc sống của bà với Thân Trọng Di, theo nhà thơ Lương An thì hai người ăn ở với nhau tuy bề ngoài vẫn ấm êm, nhưng bên trong thì không được sắt cầm hòa hợp. Năm 1863, bà mới sinh con trai đầu lòng đặt tên Thân Trọng Mậu, tuy nhiên người con chưa đầy 5 tuổi thì bị bệnh qua đời. Sau này Mai Am không sinh thêm được người con nào nữa. Đau đớn vì mất con, bà đã làm 15 bài thơ khóc con Khốc nhi thi - thập ngũ thủ, về sau có đăng trong Diệu Liên thi tập bản tái bản.
Năm 1869, bà được Tự Đức phong làm Lại Đức Công chúa (賴德公主).
Tháng 7 năm 1885, sau khi Hàm Nghi xuất bôn, chồng bà Thân Trọng Di mặc dù đã 60 tuổi vẫn quyết theo đi ra Quảng Trị. Trong một đợt tấn công của Pháp, quân của Thân Trọng Di tan rã còn bản thân ông bị mất tích giữa rừng, về sau vẫn không tìm được hài cốt; phải lập mộ giả để thờ. Một lần nữa, sau khi mất con, Mai Am lại viết 15 bài thơ khóc chồng, được khắc trên ngôi mộ không của ông ở xóm Đông làng Nguyệt Biều, do những người trong gia tộc họ Thân xây dựng.
Ngày 3 tháng 1 năm 1904, bà qua đời, hưởng thọ 79 tuổi. Bà là người sống thọ nhất trong Tam Khanh, người em gái là công chúa Tĩnh Hòa mất vào năm 1885; còn người chị công chúa Vĩnh Trinh qua đời năm 1892. Anh của bà, Tùng Thiện Vương Miên Thẩm cũng đã qua đời vào tháng 4 năm 1870.
Tẩm mộ của công chúa Lại Đức được táng tại làng Nguyệt Biều, nay là phường Thủy Biều, thành phố Huế. Tên hiệu Mai Am của bà đã được đặt tên cho một con đường nằm ở Quận 8, Thành phố Hồ Chí Minh.

## Sự nghiệp thơ

### Diệu Liên thi tập
Hầu hết những bài thơ còn lại của Mai Am đều nằm trong tập thơ chữ Hán mang tên Diệu Liên thi tập hay Lại Đức công chúa Diệu Liên tập, gồm 370 bài, chia làm 3 quyển, 1 bổ di, 1 phụ lục, hiện nay vẫn còn được lưu giữ. Tập thơ in 100 bản lần đầu vào năm 1867, gồm 2 quyển, 177 bài, do chính bà tuyển chọn, được Tùng Thiện Vương đọc duyệt, Phạm Thuật và Thân Trọng Di theo dõi việc in ấn, Mặc Vân sào tàng bản. Viết lời bình có Thương Sơn (Tùng Thiện Vương), Vĩ Dã (Tuy Lý Vương), Trương Quảng Khê, Phan Lương Khê, Nguyễn Nhiệm Sơn; Nguyễn Hàm Ninh còn viết riêng lời đề tựa.
Đầu năm 1891, Diệu Liên thi tập lại được Kim Giang Nguyễn Trọng Hợp tái bản, bổ sung thêm quyển III và phần bổ di. Tổng cộng trong Diệu Liên thi tập tái bản có tất cả ba bài tựa, một bài bạt, 5 lời đề, 5 bài thơ ghi cảm tưởng với lời bình về Diệu Liên thi tập của nhiều danh sĩ, trong đó 6 người Trung Quốc, ngoài ra còn có cả Phan Thanh Giản, Hoàng Diệu... Phần nhiều các bài thơ là thơ cảm tác, xướng hoạ, vịnh cảnh vật và vịnh sử. Trong phần phụ lục có bài văn phúng Mộng Tùng của Thiên Sơn, câu đối và bài phú nói về sinh phần Diệu Cao Phong của Tùng Thiện Vương.
Khoảng 370 bài thơ được sắp xếp theo thứ tự thời gian, có thể coi là một "nhật ký" bằng thơ. Bài đầu tiên sáng tác 1847, khi bà 21 tuổi, cho đến những bài cuối cùng năm 1890. Phần lớn những bài này đều có lời dẫn, nhờ thế nó không chỉ là tác phẩm thơ mà còn có giá trị giúp xác định nhiều tư liệu về tiểu sử của Mai Am lẫn nhiều chi tiết liên quan đến những người cùng thời như Tùng Thiện Vương, Huệ Phố, Bà Huyện Thanh Quan, Bùi Dị, Nguyễn Hàm Ninh...

### Một số bài thơ
Khác với nhiều nhà thơ sống cùng thời với mình, Mai Am không làm thơ chữ Nôm hay chữ Quốc ngữ mà chỉ làm thơ chữ Hán. Thơ của bà làm theo thể cách thơ Đường, giống như thơ của Bạch Cư Dị và Nguyên Vi Chi. Nội dung phần lớn viết về chuyện gia đình, bạn bè và chuyện riêng tư. Theo Bách khoa toàn thư Việt Nam, "sức hấp dẫn của thơ bà là ở sự tinh tế, nhạy cảm của một tâm hồn nhân hậu, giàu nữ tính".
Khi mất đứa con trai yêu, bà đã viết những dòng đầy đau xót:
| Phiên âm: Hoạch sa vãng vãng hiệu nhân thư Thốc quản tùy thân nhật bất hư Khổ ức lâm chung vân hiếu học Chư thiên hà xứ mịch đồng sơ. | Lương An dịch Vạch cát học theo người lớn viết Bút cùn tay chẳng buổi nào lơi Lâm chung còn nói con thèm học Con trẻ, tìm đâu giữa các trời? |

Hay như bài Ngẫu ti (Tơ ngó sen), được viết năm 1855 khi bà 30 tuổi, mà đã phần nào nói lên được "tâm trạng khát khao tình cảm của nữ sĩ trong tình cảnh không mấy hạnh phúc của bà":
Ai ơi chớ bẻ ngó sen hương
Vô số tơ mành cứ vấn vương
Mềm mại khác chi the mới dệt
Mảnh mai như thể kén vừa giương
Dăng dăng mối kết trong tâm khảm
Cuộn cuộn tình lan cách dặm trường
Ví thử xe tơ thành sợi chỉ
Xin người thêu lấy cặp uyên ương.
Bên cạnh những bài tự sự, bà cũng thể hiện tình cảm sâu sắc với người dân quê, tiêu biểu là bài Nông phu từ (Lời nhà nông):
Lúa cứa sầy da, lưng nóng bỏng
Mồ hôi như mưa giọt nhỏ ròng...
Thơ của bà còn thể hiện tinh thần yêu nước mãnh liệt, đặc biệt trong hoàn cảnh đất nước bị quân Pháp xâm lược. Bài thơ Độc điếu nghĩa dân tử trận văn, được viết khi đọc bài Văn tế nghĩa sĩ Cần Giuộc của Nguyễn Đình Chiểu:
Xích tử Cần Vương năng địch khái,
Thư sinh dụng võ tích phi tài.
Dân chúng Cần Vương vì ghét địch,
Nhà Nho lâm trận tiếc không tài.
(Lê Thước dịch)
Bài thơ được biết đến nhiều nhất của Mai Am là bài Ức mai (Nhớ mai). Nhà thơ Lương An và một số người khác đã từng đặt nghi vấn rằng bài thơ này có thể không phải do bà viết, mà do Nguyễn Hàm Ninh và được Mai Am đưa vào tập thơ của mình để đáp lại tấm lòng người bạn tri kỷ. Tuy nhiên theo Đỗ Thị Hảo thì điều này không thuyết phục bởi Tùng Thiện Vương, Tuy Lý Vương và Trương Đăng Quế đã từng viết lời khen ngợi về bài thơ này trong Diệu Liên thi tập. 
| Ức mai Lâm đường tạc dạ sóc phong xuy, Tiểu các thanh hàn độc toạ trì. Địch lý quan san sầu cựu khúc, Thủy biên li lạc nhận tiền kì. Hương nam tuyết bắc vô hương cấn, Nguyệt địa vân giai hữu mộng tư. Dục hả tân từ viễn tương tặng, Mỹ nhân uyển tại thủy chi mi. | Nhớ mai (Dịch: Thanh Vân) Đêm nao gió bấc lướt qua hồ Gác phấn canh khuya quạnh bóng mờ Tiếng địch ngàn trùng, buồn khúc cũ Cành mai ngày trước tựa rào thưa. Hương nam tuyết bắc đôi phương biệt Trăng giải mây thang một nỗi chờ Thơ mới trời xa mong gửi tặng Mỹ nhân cạnh nước hẳn như xưa. |

### Trích dẫn nhận xét
- | “ | ...cứ xem nước Nam ta hàng trăm ngàn năm trở lại đây, thơ văn của những bậc khuê các trước có Phạm Lam Anh, sau đến Hồ Xuân Hương, ngoài hai người ra tuyệt nhiên chẳng nghe nói có ai nữa. Nay Thương Sơn đã là một nhà thơ lão luyện trong nước, quý chúa Mai Am tài thơ cũng chẳng thua kém... Thực là khí thiêng sông núi chung đúc tinh anh, chẳng hiềm phái quần thoa, sao chỉ tập trung vào nơi con vua cửa chúa... Xin đem nguyên tập thơ bình duyệt, thấy rằng văn phong tự nhiên, tứ dường thác chảy vượt hơn hẳn Lam Anh, Xuân Hương, liền cầm bút viết lời tựa này để ghi lại việc hiếm thấy trên đời, ngàn năm có một trong chốn hương khuê. | ” |
- | “ | Tôi học thơ ngài Thương Sơn gần 20 năm, nay đọc thơ của bà chúa em thì tự biết phận mình không chỉ là học trò nơi nhà Tùng Vân mà còn là học trò nơi đình Thỉnh Nguyệt (...) Đọc thơ của Mai Am, thấy dáng điệu tươi như mùa xuân, phép tắc thì hoa lệ, nghiễm nhiên lên đứng ngang hàng với các ông lớn tác gia nổi danh đời Đường, Tống... | ” |
- | “ | Thơ Mai Am đi theo bước của Ban Chiêu, Tả Phàn, nối cái đẹp của Lam Anh, Xuân Hương. Cho nên miệng lưỡi kỳ diệu nhả ra hoa sen, tấm lòng thảo thơm phả ra hơi tuyết. | ” |

Cũng như vậy, Tuy Lý Vương đã từng so sánh thơ bà với thơ Ban Tiệp Dư hay Tạ Đạo Uẩn đời Tấn, Trung Quốc.
Nhà thơ Lương An viết về sự nghiệp thơ của bà:
- | “ | ...thơ Mai Am trước hết là thơ một phụ nữ khuê các, hơn thế, một bà chúa sống giữa một giai đoạn lịch sử mà xã hội đang trải qua những biến động rất lớn, đất nước đang từ tự chủ trở thành lệ thuộc, là thơ của một con người giàu tình cảm, dễ xúc động, lại gặp nhiều bất nghi trong cuộc sống riêng tư. Với thơ của một người như thế, vấn đề lớn nhất không phải là chuyện đề tài, mà là bao nhiêu điều bắt ta phải suy nghĩ, tìm hiểu, thông cảm, thậm chí cả trằn trọc và tin yêu nữa. | ” |

## Ca Huế
Bên cạnh làm thơ, Mai Am còn có tài năng về âm nhạc. Cũng như nhiều người hoàng tộc nhà Nguyễn khác, bà cũng viết các bài ca, bản nhạc cho ca Huế. Dựa vào điệu Nam bình, bà đã sáng tác nhiều hát tiếng Hán và tiếng Việt. Phỏng theo ca khúc Hồ Quảng, bà còn làm 10 bài ca, mà người Huế gọi là 10 bản Tàu bây giờ vẫn còn được truyền tụng, mang tên: Phẩm tuyết, Nguyên tiêu, Hồ quảng, Liên hoàn, Bình bái, Tây Mai, Kim Tiền, Xuân Phong, Long hổ, Tẩu mã.